# Grigorij Wasiecki
Grigorij Stiepanowicz Wasiecki (ros. Григорий Степанович Васецкий; 1904—1983) – radziecki historyk filozofii, doktor nauk filozoficznych, profesor, specjalista w zakresie historii filozofii rosyjskiej.

## Życiorys
W 1927 roku ukończył studia na Chersońskim Uniwersytecie Państwowym. W latach 1946–1947 był dyrektorem Instytutu Filozofii Akademii Nauk ZSRR. W latach 1964–1972 kierował katedrą historii filozofii marksistowsko-leninowskiej na Moskiewskim Uniwersytecie Państwowym. Był również pracownikiem aparatu Komitetu Centralnego KPZR. Według słów Giennadija Batygina prof. Wasiecki był człowiekiem Gieorgija Aleksandrowa.

## Prace
- М. В. Ломоносов. Его философские и социально-политические взгляды. М., 1940;
- Белинский — великий мыслитель и революционный демократ. М., 1948;
- О книге В. И. Ленина «Материализм и эмпириокритицизм». М., 1953;
- Московский университет и развитие философской и общественно-политической мысли в России. [В соавт.]. М., 1957;
- Ленинская критика ревизионизма и её значение для современности. М., 1958;
- Мировоззрение М. В. Ломоносова. М., 1961.

Polskie tłumaczenia
- Grigorij Wasiecki, Michaił Rutkiewicz: Początek leninowskiego etapu w filozofii marksizmu. Rozwój materializmu dialektycznego  i historycznego w okresie przedpaździernikowym (schyłek XIX w. i okres do roku 1917). W: Krótki zarys historii filozofii. Pod redakcją M.T. Jowczuka, T.I. Ojzermana, I.J. Szczipanowa. Przeł. Marian Drużkowski i in. Wyd. II, poprawione i uzupełnione. Warszawa: Książka i Wiedza, listopad 1969, s. 560-609. (pol.).